# Serrat de la Cavorca
El Serrat de la Cavorca és una muntanya de 810 metres que es troba entre els municipis de Sant Pere de Torelló i de l'Esquirol, a la comarca d'Osona.